# Klemens z Ruszczy
Klemens z Ruszczy (zm. 1256) – rycerz polski z rodu Świebodziców, wojewoda krakowski i bliski współpracownik księcia Bolesława Wstydliwego.

## Kariera
Był jedną z najważniejszych osobistości politycznych w Polsce połowy XIII wieku. Zawdzięczał to między innymi sukcesowi w długoletniej walce z Konradem Mazowieckim, w której stanął u boku Bolesława Wstydliwego.
Po raz pierwszy zetknął się z nim w 1233, kiedy pomógł uciec jemu i jego matce Grzymisławie z zamku w Sieciechowie, gdzie byli więzieni z rozkazu Konrada Mazowieckiego. Według niektórych badaczy w 1238 został mianowany kasztelanem krakowskim.
Po śmierci najwyższych dostojników krakowskich w bitwie pod Chmielnikiem oraz porażce bitwie pod Legnicą w 1241 został mianowany wojewodą krakowskim z nadania nowego księcia Bolesława Rogatki. Osamotniony w Krakowie, stawił czoło atakowi Konrada Mazowieckiego (bronił się w Skale), lecz wobec bierności książąt śląskich skapitulował, a następnie udał się na Węgry.
Powrócił do Małopolski w 1243 z oddziałami węgierskimi z celem osadzenia na tronie krakowskim Bolesława Wstydliwego. Zebrawszy rycerstwo polskie opowiadające się za księciem Bolesławem pokonał wojska Konrada Mazowieckiego (wspieranego przez hufce Mieszka II Otyłego i Przemysła I) w bitwie pod Suchodołem. Dzięki temu zwycięstwu, wraz z biskupem Prandotą, osadził Bolesława Wstydliwego na tronie małopolskim. Przez swoje zasługi dla władcy, jego pozycja była szczególnie wysoka. Przywrócone mu zostało stanowisko wojewody krakowskiego. W 1252 uzyskał od Bolesława Wstydliwego przywilej, zwalniający jego i jego potomków z wszelkich danin i ciężarów na rzecz domu panującego, ponadto prawo sądzenia oraz przywilej wznoszenia zamków oraz służby innym książętom.

## Życie prywatne
Był synem Sulisława z rodu Gryfitów.
Dzięki swoim zasługom otrzymał również liczne nadania ziemskie. W 1228 uzyskał wieś Lutowice (wkrótce nazwę zmieniono na Klimontów), Zagórze, gdzie być może wystawił gródek obronny oraz Zator i również Woźniki. Woźniki wraz z wsią Łętkowice wymienił w 1239 z benedyktynami z Tyńca za Podłęże i Ostrów k. Krakowa.
Założył nad Koprzywianką osadę, którą od swego imienia nazwał Klementowem. Niekiedy przypisuje mu się fundację klasztoru i kościoła w Staniątkach oraz kościoła w Niegardowie.